# کوبییو دل کامپو
کوبییو دل کامپو (به اسپانیایی: Cubillo del Campo) یک شهرستان در اسپانیا است.